# Осада Антиба
Осада Антиба (фр. Antibes) произошла зимой 1746—1747 годов, во время Войны за австрийское наследство. Объединённая австро-савойская армия под командованием Максимилиана Улисса Брауна вторглась во Францию и осадила Антиб на французском средиземноморском побережье. Несмотря на поддержку британского флота, союзникам не удалось захватить город, и через два месяца армия Брауна была вынуждена снять осаду и отступить обратно через границу в Савойю.
Ранее во время войны французы вторглись в Италию, напав на Савойю и австрийское Миланское герцогство, но они были вынуждены отступить после битвы при Роттофреддо (10 августа 1746 г.). Затем союзники перешли в наступление, их первой целью стала союзница Франции Генуэзская республика. Республика была успешно разгромлена и оккупирована после осады Генуи (1746 г.), и впоследствии союзники разработали планы вторжения в саму южную Францию. Командование операцией было возложено на австрийского генерала Максимилиана Улисса Брауна.
30 ноября Браун повел свою австро-савойскую армию через реку Вар во Францию и расположился лагерем в Кань-сюр-Мер. Отсюда у него была возможность продвигаться на запад, но перед этим он хотел взять под свой контроль укрепленный город Антиб, который находился на мысе в 10 километрах к югу и мог нарушить его сообщение с Италией, если его оставить в руках противника. Поэтому 4 декабря его парламентёр предложил городу условия капитуляции, но комендант Жозеф-Давид, граф Сад, отклонил их, и поэтому Браун снял лагерь и двинулся на юг, чтобы осадить Антиб.
Осада началась 5 декабря, а в 4 утра следующего дня союзники попытались взять город штурмом, но ночная атака была отбита. Поэтому Браун поднял свою артиллерию, которая закрепилась в Гольф-Жуане и оттуда начала бомбардировку Антиба. В течение недели с 19 по 25 декабря город также подвергался бомбардировке с моря британской эскадрой под командованием Джона Бинга.
Браун снова предложил условия 26 декабря, но де Сад ещё раз отверг их. Двумя днями позже, 28 декабря, Браун предпринял ещё одну попытку захватить город напрямую, на этот раз сосредоточив атаку на форте Карре и развернув свои хорватские ударные отряды, чтобы возглавить штурм, но снова осаждающие были отбиты. Поэтому австрийцы были вынуждены вернуться к своей предыдущей стратегии бомбардировки Антиба, чтобы заставить его подчиниться.
Осада затянулась до нового года, но к этому моменту союзники получили тревожные новости о том, что гарнизон, который они оставили в Генуе, был изгнан восстанием 6 декабря. Генуэзское восстание поставило под угрозу пути сообщения армии из Италии и поставило под угрозу вторжение во Францию. Браун колебался в течение нескольких недель, но 1 февраля 1747 года гарнизон Антиба был усилен с моря войсками под командованием шевалье де Бель-Иль. Прибытие этого подкрепления разрушило последние надежды на захват Антиба, поэтому в тот же день союзники сняли осаду и начали отступление в Италию. К тому времени, когда австрийцы отступили, их артиллерия выпустила 2600 бомб и 200 зажигательных снарядов по Антибу, сравняв с землей 350 домов.